# Athlītikī Enōsi Psychikou
L'Athlītikī Enōsi Psychikou (Αθλητική Ένωση Ψυχικού), è una società cestistica avente sede a Filothei-Psychiko, in Grecia. Fondata nel 1985 gioca nel campionato greco.

## Storia
La squadra dello Pyschiko è stata fondata nel 1985 da Dimitrīs Chouliarakīs che ne è stato il presidente fino alla sua morte nel 2013. Nel 2012 è stato promosso in B Ethniki a seguito del fallimento del Panellīnios K.A.E..